# Prince Kwabena Adu
Prince Kwabena Adu (* 23. September 2003 in Sunyani) ist ein ghanaischer Fußballspieler, der aktuell für Viktoria Pilsen in Tschechien aktiv ist.

## Karriere

### Verein
Prince gab sein Debüt in der Ghana Premier League für Bechem United am 29. Dezember 2019 beim 2:0-Heimsieg gegen den Elmina Sharks FC. In seinen ersten zwölf Spielen in der Premier League konnte er mit acht Toren überzeugen. 2020 wurde er von der Zeitung The Guardian als einer der besten jungen Talente seines Jahrgangs ausgezeichnet. Im Frühjahr 2023 folgte dann der Wechsel nach Europa zum belarussischen Erstligisten FK Islatsch Minsk Rajon. Dort blieb er ein halbes Jahr und ging dann weiter in die Ukraine zu Krywbas Krywyj Rih. Seit August 2024 steht Prince nun bei Viktoria Pilsen in der tschechischen Ersten Liga unter Vertrag.

### Nationalmannschaft
Im Frühjahr 2021 gewann Prince mit der ghanaischen U-20-Nationalmannschaft die Afrikameisterschaft in Mauretanien.

## Erfolge
- U-20-Afrikameister: 2021